# Terry Cavanagh
Terence James "Terry" Cavanagh (19 de julio de 1926 - 17 de diciembre de 2017) fue un político canadiense, hombre de negocios, consejero municipal en Edmonton, Alberta. Fue alcalde de Edmonton desde el 14 de noviembre de 1975 hasta el 19 de octubre de 1977 y de nuevo desde el 17 de octubre de 1988 hasta el 16 de octubre de 1989. Fue el primer alcalde nativo de Edmonton. Fue concejal en Edmonton hasta que se retiró de la política en 2007.
Cavanagh nació en Edmonton el 19 de julio de 1926, de inmigrantes escoceses. Jugó en el Galt Red Wings de la Asociación de Hockey de Ontario, donde fue compañero de equipo de Gordie Howe durante sus primeros años. Murió el 17 de diciembre de 2017 en Edmonton a la edad de 91 años.